# Nordknagglav
Nordknagglav (Toninia nordlandica) är en lavart som beskrevs av Theodor 'Thore' Magnus Fries. Nordknagglav ingår i släktet Toninia, och familjen Ramalinaceae. Arten är reproducerande i Sverige.